# Lista de viagens presidenciais nacionais de Jair Bolsonaro

Esta é a lista de viagens presidenciais Jair Bolsonaro, o 38º Presidente do Brasil, empossado desde 1 de janeiro de 2019. Nesta lista constam viagens realizadas pelo presidente em território nacional. Estão excluídas viagens dentro do perímetro de Brasília. Viagens internacionais estão exclusas.

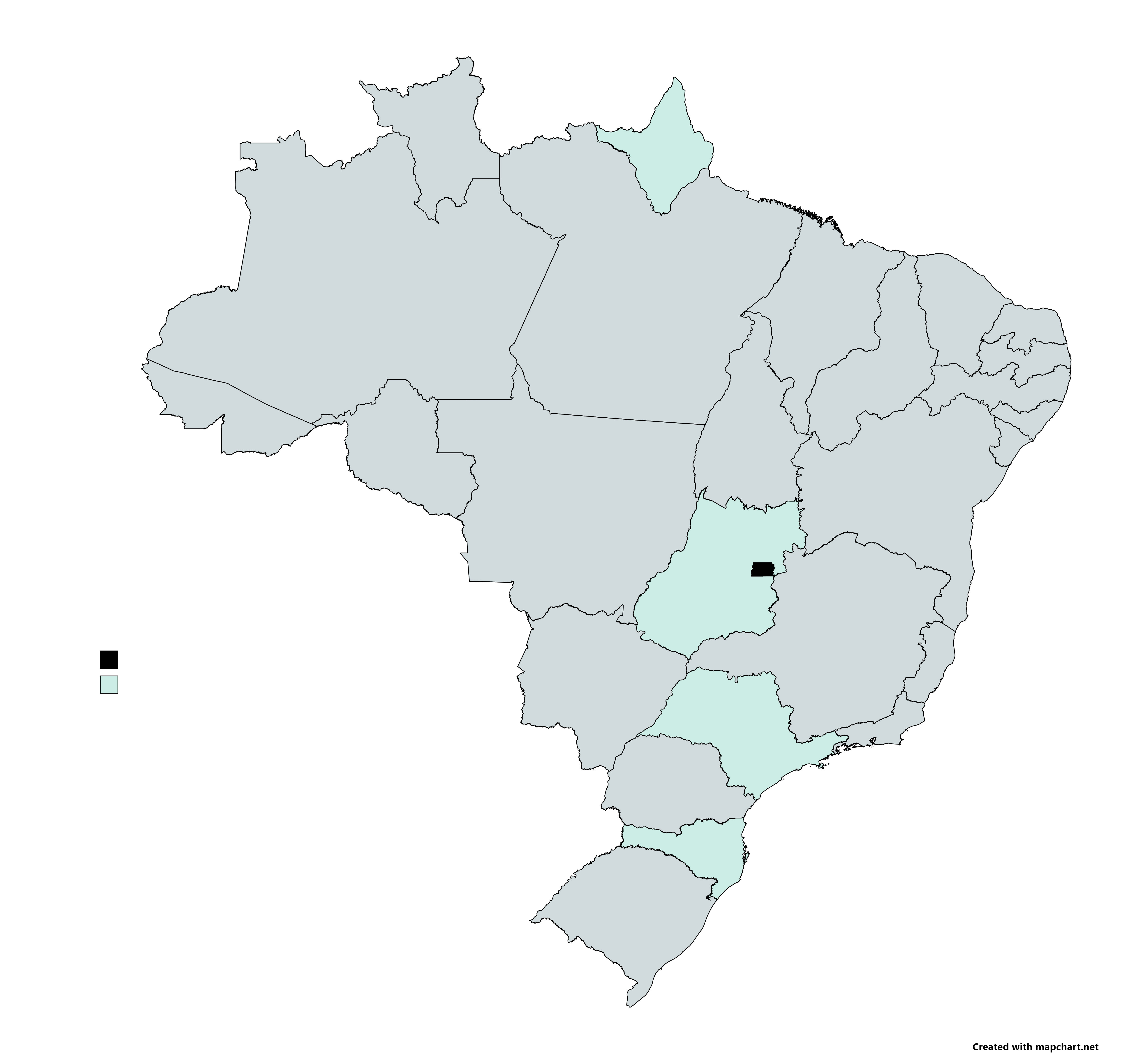
Mapa de estados visitados pelo presidente no ano de 2022

## Resumo
Abaixo a quantidade de visitas do presidente Bolsonaro para cada estado no ano de 2022.
- Uma visita: Amapá, Goiás, Santa Catarina

- Duas visitas: São Paulo

- Três visitas:

- Quatro visitas:

- Cinco visitas:

## 2021

### Janeiro
|   | Estado    | Cidade/Região | Período                             | Notas |
| - | --------- | ------------- | ----------------------------------- | --- |
| 1 | São Paulo | Guarujá       | 1 de janeiro a 4 de janeiro de 2021 | Desembarcando no Aeroporto de São Paulo-Congonhas em 28 de dezembro, o presidente Bolsonaro pegou um helicóptero em direção a cidade de Guarujá para passar as férias de Ano-Novo. |
| 2 | Bahia     | Coribe        | 21 de janeiro de 2021               | O presidente Bolsonaro participou de uma cerimônia referente à entrega de obras na BR-135.                                                                                         |
| 3 | Sergipe   | Propriá       | 28 de janeiro de 2021               | O presidente Bolsonaro participou de uma cerimônia alusiva à liberação de tráfego na ponte sobre o Rio São Francisco, na BR-101, entre Alagoas e Sergipe.                          |

### Fevereiro
|   | Estado         | Cidade/Região      | Período                 | Notas |
| - | -------------- | ------------------ | ----------------------- | --- |
| 1 | Paraná         | Cascavel           | 4 de fevereiro de 2021  | Desembarcando no Aeroporto de Cascavel, o presidente Bolsonaro participou da de uma cerimônia alusiva à Inauguração do Centro Nacional de Treinamento de Atletismo - CNTA. |
| 1 | Santa Catarina | Florianópolis      | 4 de fevereiro de 2021  | Desembarcando no Aeroporto Internacional de Florianópolis, o presidente Bolsonaro participou de uma cerimônia de entrega de veículos. |
| 2 | Maranhão       | Alcântara          | 11 de fevereiro de 2021 | Desembarcando no Aeroporto de Alcântara, o presidente Bolsonaro participou de uma cerimônia de Entrega de Títulos de Propriedade. |
| 3 | Pernambuco     | Sertânia           | 19 de fevereiro de 2021 | Desembarcando no Aeroporto de Sertânia, o presidente Bolsonaro participou da ação de acionamento das comportas do 1º trecho do Ramal do Agreste. |
| 4 | São Paulo      | Campinas           | 20 de fevereiro de 2021 | Desembarcando no Aeroporto Internacional de Campinas, o presidente Bolsonaro desembarcou de helicóptero presidencial para participar de formatura na Escola de Cadetes. |
| 5 | Acre           | Rio Branco         | 24 de fevereiro de 2021 | Desembarcando no Aeroporto Internacional de Rio Branco, o presidente Bolsonaro fez um sobrevoo em áreas inundadas pelas fortes chuvas que atingiram o estado. Participou também de uma coletiva de imprensa com autoridades. |
| 6 | Paraná         | Foz do Iguaçu      | 25 de fevereiro de 2021 | Desembarcando no Aeroporto Internacional de Foz do Iguaçu, o presidente Bolsonaro participou da cerimônia de Lançamento da Revitalização do Sistema HVDC de Furnas Associado à Usina Hidrelétrica de Itaipu. |
| 7 | Ceará          | Tianguá, Fortaleza | 26 de fevereiro de 2021 | Desembarcando no Aeroporto Internacional de Fortaleza, o presidente Bolsonaro seguiu de carro até a cidade de Tianguá para participar da assinatura de ordens de serviço de infraestrutura. Voltando para a capital Fortaleza, Bolsonaro participou de uma visita de uma obra recém concluída da BR-222 e ao anel viário da cidade. |

### Março
|   | Estado | Cidade/Região      | Período   | Notas |
| - | ------ | ------------------ | --------- | --- |
| 1 | Goiás  | 4 de março de 2021 | São Simão | O presidente Bolsonaro participou da cerimônia de inauguração da Ferrovia Norte-Sul, trecho São Simão, no estado de Goiás - Estrela d'Oeste, no estado de São Paulo. |

### Abril
|   | Estado         | Cidade/Região    | Período             | Notas |
| - | -------------- | ---------------- | ------------------- | --- |
| 1 | Santa Catarina | Chapecó          | 7 de abril de 2021  | Desembarcando no Aeroporto de Chapecó, o presidente Bolsonaro fez uma visita ao Centro Avançado de Atendimento COVID-19 do município. |
| 1 | Paraná         | Foz do Iguaçu    | 7 de abril de 2021  | Desembarcando no Aeroporto Internacional de Foz do Iguaçu, o presidente Bolsonaro participou de uma cerimônia de obras e da cerimônia de posse do novo diretor-geral da Usina Hidrelétrica de Itaipu.                                                                                              |
| 1 | São Paulo      | São Paulo        | 7 de abril de 2021  | Desembarcando no Aeroporto de São Paulo-Congonhas, o presidente Bolsonaro participou de um jantar com empresários. |
| 2 | São Paulo      | São Paulo        | 15 de abril de 2021 | Desembarcando no Aeroporto de São Paulo-Congonhas, o presidente Bolsonaro participou da solenidade de Passagem do Comando Militar do Sudeste. |
| 3 | Amazonas       | Manaus           | 23 de abril de 2021 | Desembarcando no Aeroporto Internacional de Manaus, o presidente Bolsonaro teve uma reunião com líderes evangélicos e participou da cerimônia de Inauguração do Pavilhão de Feiras e Exposições do Centro de Convenções do Amazonas. Também concedeu uma entrevista ao apresentador Sikêra Júnior. |
| 3 | Pará           | Belém            | 23 de abril de 2021 | Desembarcando na Base Aérea de Belém, o presidente Bolsonaro participou de uma cerimônia de entrega de cestas de alimentos. |
| 4 | Bahia          | Feira de Santana | 26 de abril de 2021 | Desembarcando no Aeroporto Internacional de Salvador, o presidente Bolsonaro participou da entrega do trecho duplicado da BR-101 entre Feira de Santana, no estado da Bahia até a divisa com o estado do Sergipe.                                                                                  |
| 5 | São Paulo      | São Paulo        | 30 de abril de 2021 | Desembarcando no Aeroporto de São Paulo-Congonhas, o presidente Bolsonaro participou do almoço da associação Brasil de Ideias Mulher com empresárias e do leilão de concessão dos serviços de saneamento para o estado do Rio de Janeiro.                                                          |

### Maio
|   | Estado             | Cidade/Região                                       | Período                 | Notas |
| - | ------------------ | --------------------------------------------------- | ----------------------- | --- |
| 1 | Rio de Janeiro     | Rio de Janeiro                                      | 5 de maio de 2021       | Desembarcando na Base Aérea do Galeão, o presidente Bolsonaro teve uma reunião com o governador do estado Cláudio Castro. Encontro com o ex-futebolista Róbson Luís, que ficou detido na Rússia durante mais de dois anos.                                                              |
| 2 | Rondônia           | Porto Velho                                         | 7 de maio de 2021       | Desembarcando no Aeroporto Internacional de Porto Velho, o presidente Bolsonaro participou de uma cerimônia referente a liberação do tráfego na ponte sobre o Rio Madeira, na BR-364.                                                                                                   |
| 3 | Alagoas            | Maceió, São José da Laje                            | 13 de maio de 2021      | Desembarcando no Aeroporto Internacional de Maceió, o presidente Bolsonaro participou de uma cerimônia de entrega de unidades habitacionais e do ato de inauguração de um complexo viário. Em São José da Laje, Bolsonaro participou do ato de inauguração do canal do Sertão Alagoano. |
| 4 | Mato Grosso do Sul | Terenos                                             | 14 de maio de 2021      | Desembarcando no Aeroporto Internacional de Campo Grande, o presidente Bolsonaro seguiu de helicóptero até o município de Terenos para participar de uma entrega de títulos de propriedade rural no estado.                                                                             |
| 5 | Tocantins          | Palmas                                              | 20 de maio de 2021      | Desembarcando no Aeroporto de Palmas, o presidente entrou em um helicóptero para seguir até a cidade de Santa Filomena. |
| 5 | Piauí              | Santa Filomena                                      | 20 de maio de 2021      | O presidente Bolsonaro participou de uma cerimônia referente à liberação da ponte sobre o Rio Parnaíba, entre os estados do Piauí e Maranhão. |
| 5 | Maranhão           | Açailândia                                          | 20 e 21 de maio de 2021 | Desembarcando no Aeroporto de Imperatriz, o presidente Bolsonaro participou de uma cerimônia de entrega de títulos de propriedade rural no estado. |
| 6 | Rio de Janeiro     | Rio de Janeiro                                      | 23 de maio de 2021      | O presidente participou de um passeio de moto (motociata) com seus apoiadores na capital fluminense. |
| 7 | Amazonas           | São Gabriel da Cachoeira, Santa Isabel do Rio Negro | 27 e 28 de maio de 2021 | Desembarcando no Aeroporto Regional de São Gabriel da Cachoeira, o presidente Bolsonaro participou da inauguração de uma ponte. Em Santa Isabel do Rio Negro, o presidente participou da inauguração de módulos de energia solar.                                                       |

### Junho
|   | Estado              | Cidade/Região                    | Período                  | Notas |
| - | ------------------- | -------------------------------- | ------------------------ | --- |
| 1 | Goiás               | Anápolis                         | 9 de junho de 2021       | Desembarcando no Aeroporto de Anápolis, o presidente Bolsonaro participou de um culto interdenominacional das igrejas da cidade. |
| 2 | Espírito Santo      | Vitória, São Mateus              | 11 de junho de 2021      | Desembarcando no Aeroporto de Vitória, o presidente Bolsonaro fez um sobrevoo em obras de infraestrutura. Em São Mateus, Bolsonaro participou da entrega de um conjunto habitacional. |
| 2 | São Paulo           | São Paulo                        | 11 e 12 de junho de 2021 | Desembarcando no Aeroporto de São Paulo-Congonhas, o presidente Bolsonaro participou da entrega de boina aos alunos do Colégio Militar de São Paulo. |
| 3 | Rio de Janeiro      | Rio de Janeiro                   | 17 de junho de 2021      | O presidente Bolsonaro participou de um almoço com a associação de supermercados do estado. |
| 4 | Pará                | Marabá, Novo Repartimento, Belém | 18 de junho de 2021      | Desembarcando no Aeroporto de Marabá, o presidente Bolsonaro participou da cerimônia de entrega de títulos de propriedade rural no estado. Em Novo Repartimento, Bolsonaro participou da assinatura de ordem de serviços de infraestrutura. Em Belém, o presidente participou de um culto em comemoração aos 110 anos da Assembleia de Deus no Brasil. |
| 4 | Rio de Janeiro      | Rio de Janeiro                   | 18 e 19 de junho de 2021 | Desembarcando no Aeroporto Santos Dumont, o presidente Bolsonaro participou de uma cerimônia de jumento à Bandeira. |
| 5 | São Paulo           | Guaratinguetá                    | 21 de junho de 2021      | Desembarcando no Aeroporto de Guaratinguetá, o presidente Bolsonaro participou da Solenidade de Promoção à Graduação de Sargento. |
| 6 | Rio Grande do Norte | Jucurutu, Pau dos Ferros         | 24 de junho de 2021      | O presidente Bolsonaro participou de uma visita técnica a uma obra de infraestrutura. em Pau dos Ferros, o presidente esteve na Cerimônia de Assinatura da Ordem de Serviço do Ramal do Apodi. |
| 7 | São Paulo           | Sorocaba                         | 25 de junho de 2021      | Desembarcando no Aeroporto de Sorocaba, o presidente Bolsonaro participou da inauguração Centro de Excelência em Tecnologia 4.0 e da cerimônia de apresentação da tecnologia 5G para o agronegócio. |
| 7 | Santa Catarina      | Chapecó                          | 25 e 26 de junho de 2021 | Desembarcando no Aeroporto de Chapecó, o presidente Bolsonaro visitou as obras da Arena Condá, realizou uma visita técnica às instalações de uma empresa de alimentos e realizou um encontro com empresários. Também, participou de um passeio de moto (motociata) com apoiadores.                                                                     |
| 8 | Mato Grosso do Sul  | Ponta Porã                       | 30 de julho de 2021      | Desembarcando no Aeroporto de Ponta Porã, o presidente Bolsonaro participou da cerimônia de inauguração da Estação Radar da cidade e de um almoço na sede do sindicato rural do município. |

### Julho
|   | Estado            | Cidade/Região            | Período                                      | Notas |
| - | ----------------- | ------------------------ | -------------------------------------------- | --- |
| 1 | São Paulo         | 9 de julho de 2021       | Pirassununga                                 | Desembarcando no Aeroporto de Pirassununga, o presidente Bolsonaro participou da Solenidade Militar de Entrega de Espadins dos Cadetes da Força Aérea Brasileira. |
| 1 | Rio Grande do Sul | 9 e 10 de julho de 2021  | Caxias do Sul, Bento Gonçalves, Porto Alegre | Desembarcando no Aeroporto de Caxias do Sul, o presidente Bolsonaro fez uma visita técnica na Universidade de Caxias do Sul e participou da Cerimônia alusiva à abertura da 1ª Feira Brasileira do Grafeno. Em Bento Gonçalves, o presidente esteve presente em um jantar com produtores vitivinícolas. Em Porto Alegre, Bolsonaro almoçou com empresários e participou de um passeio de moto (motociata) com seus apoiadores. |
| 2 | São Paulo         | 14 a 18 de julho de 2021 | São Paulo                                    | Desembarcando no Aeroporto de São Paulo-Congonhas, o presidente Bolsonaro foi transferido de Brasília a São Paulo para ser internado no Hospital Vila Nova Star por conta de uma obstrução intestinal. Na manhã de quarta-feira (14), o presidente havia sido internado no Hospital das Forças Armadas em Brasília, e, por conta do seu médico pessoal responsável pelo tratamento sobre a facada no abdômen atender apenas na capital paulista, houve a necessidade dessa mobilização. No domingo (18), o presidente seguiu para o Palácio da Alvorada na capital federal, onde permaneceu em repouso. |
| 3 | São Paulo         | 31 de julho de 2021      | Presidente Prudente                          | Desembarcando no Aeroporto de Presidente Prudente, o presidente Bolsonaro visitou instalações de um hospital da cidade e participou de um encontro com prefeitos dos estados do Mato Grosso do Sul, Paraná e São Paulo. Por fim, participou de um passeio de moto (motociata) com seus apoiadores. |

### Agosto
|   | Estado         | Cidade/Região            | Período                   | Notas |
| - | -------------- | ------------------------ | ------------------------- | --- |
| 1 | Santa Catarina | Joinville, Florianópolis | 7 e 8 de agosto de 2021   | Desembarcando no Aeroporto de Joinville, o presidente Bolsonaro participou de um encontro de trabalho com empresários. Em Florianópolis, o presidente participou de um passeio de moto (motociata) com seus apoiadores. |
| 2 | Ceará          | Juazeiro do Norte        | 13 de agosto de 2021      | Desembarcando no Aeroporto de Juazeiro do Norte, o presidente Bolsonaro participou de uma cerimônia de entrega de residenciais.                                                                                         |
| 2 | Rio de Janeiro | Resende                  | 13 e 14 de agosto de 2021 | Desembarcando no Aeroporto de São José dos Campos, o presidente Bolsonaro seguiu de helicóptero para a cidade de Resende, onde o presidente participou de uma cerimônia militar na Academia Militar das Agulhas Negras. |
| 3 | Goiás          | Formosa                  | 16 de agosto de 2021      | O presidente Bolsonaro participou do tradicional exercício militar Operação Formosa. |
| 4 | Amazonas       | Manaus                   | 18 de agosto de 2021      | Desembarcando no Aeroporto Internacional de Manaus, o presidente Bolsonaro participou de uma cerimônia referente a inauguração de apartamentos.                                                                         |
| 4 | Pará           | Ananindeua               | 18 de agosto de 2021      | Desembarcando na Base Aérea de Belém, o presidente Bolsonaro participou de uma convenção evangélica da Assembleia de Deus.                                                                                              |
| 5 | Mato Grosso    | Cuiabá                   | 19 de agosto de 2021      | Desembarcando no Aeroporto Internacional de Cuiabá, o presidente Bolsonaro participou de um seminário sobre etnodesenvolvimento e sustentabilidade no Centro-Oeste.                                                     |
| 6 | Goiás          | Goiânia                  | 27 e 28 de agosto de 2021 | Desembarcando no Aeroporto de Goiânia, o presidente Bolsonaro teve um encontro com lideranças militares, políticas e religiosas. Participou também de um passeio de moto (motociata) com seus apoiadores.               |
| 7 | Minas Gerais   | Uberlândia               | 31 de agosto de 2021      | Desembarcando no Aeroporto de Uberlândia, o presidente Bolsonaro participou de uma cerimônia da inauguração de uma obra de infraestrutura. Esteve também em um passeio de moto (motociata) com seus apoiadores.         |

### Setembro
|   | Estado            | Cidade/Região                    | Período                   | Notas |
| - | ----------------- | -------------------------------- | ------------------------- | --- |
| 1 | Rio de Janeiro    | Rio de Janeiro                   | 1 de setembro de 2021     | Desembarcando na Base Aérea do Galeão, o presidente Bolsonaro participou de uma cerimônia militar e de um almoço com atletas. |
| 2 | Bahia             | Tanhaçu                          | 3 de setembro de 2021     | Desembarcando no Aeroporto de Vitória da Conquista, o presidente Bolsonaro foi de helicóptero até Tanhaçu. Visitou uma obra ferroviária e participou da cerimônia de formalização do contrato de concessão. |
| 2 | Pernambuco        | Recife, Santa Cruz do Capibaribe | 3 e 4 de setembro de 2021 | Desembarcando no Aeroporto Internacional do Recife, o presidente Bolsonaro participou da inauguração de Escola de Formação de Luthier, de um encontro com empresários e de uma cerimonia militar. Em Santa Cruz do Capibaribe, o presidente também participou de um passeio de moto (motociata) com seus apoiadores. Após isso, voou para Brasília embarcando no Aeroporto de Caruaru. |
| 3 | São Paulo         | São Paulo                        | 7 de setembro de 2021     | Desembarcando no Aeroporto de São Paulo-Congonhas, o presidente Bolsonaro participou de um ato do Dia da Independência do Brasil com seus apoiadores na Avenida Paulista. |
| 4 | Rio Grande do Sul | Esteio                           | 11 de setembro de 2021    | Desembarcando no Aeroporto de Porto Alegre, o presidente Bolsonaro participou de uma feira agropecuária e almoçou com representantes do agronegócio. Também, foi homenageado com a Medalha do Mérito Farroupilha, concedida pela Assembleia Legislativa do Rio Grande do Sul. |
| 5 | Minas Gerais      | Arinos                           | 17 de setembro de 2021    | O presidente Bolsonaro participou de uma cerimônia de lançamento de obras hídricas. |
| 6 | Goiás             | Mara Rosa                        | 17 de setembro de 2021    | O presidente Bolsonaro participou de uma cerimônia de lançamento de obras ferroviárias. |
| 7 | Bahia             | Teixeira de Freitas              | 28 de setembro de 2021    | Desembarcando no Aeroporto de Teixeira de Freitas, o presidente Bolsonaro participou de uma cerimônia de entrega de títulos de propriedades rurais e do anúncio de duplicação da BR-116 e da BR-101. |
| 7 | Alagoas           | Teotônio Vilela                  | 28 de setembro de 2021    | O presidente Bolsonaro participou da entrega de um conjunto residencial. |
| 8 | Roraima           | Boa Vista                        | 29 de setembro de 2021    | Desembarcando na Base Aérea de Boa Vista, o presidente Bolsonaro participou de uma cerimônia alusiva à inauguração de uma usina termelétrica. Realizou a entrega simbólica de veículos do Programa Alimenta Brasil e a entrega de título de domínio a família beneficiária da Reforma Agrária. Assinou a transferência da titularidade de doze glebas para o estado e também o contrato de concessão dos Aeroportos do Bloco Norte. Por fim, assistiu a Sanção da Lei Estadual referente à Redução do ICMS do Gás de Cozinha assinada pelo governador Antonio Denarium. |
| 9 | Minas Gerais      | Belo Horizonte                   | 30 de setembro de 2021    | Desembarcando no Aeroporto Internacional de Belo Horizonte-Confins, o presidente Bolsonaro participou da assinatura da autorização orçamentária para obras do metrô municipal. Bolsonaro também almoçou com lideranças empresariais mineiras. |

### Outubro
|   | Estado         | Cidade/Região               | Período                    | Notas |
| - | -------------- | --------------------------- | -------------------------- | --- |
| 1 | Paraná         | Maringá                     | 1 de outubro de 2021       | Desembarcando no Aeroporto de Maringá, o presidente Bolsonaro participou da cerimônia das obras de modernização do Aeroporto de Maringá e da inauguração da Hidrelétrica de Bela Vista. |
| 2 | Rio de Janeiro | Rio de Janeiro              | 4 e 5 de outubro de 2021   | O presidente Bolsonaro participou da Demonstração de Lançamento de Armas pela Esquadra e do Evento alusivo ao Navio de Apoio Antártico (NApAnt). |
| 3 | São Paulo      | Campinas, Guarujá, Miracatu | 8 a 13 de outubro de 2021  | Desembarcando no Aeroporto de Campinas, o presidente Bolsonaro participou da Cerimônia alusiva à 1ª Feira Brasileira do Nióbio e inaugurou estruturas no superlaboratório Sirius. No Guarujá, o Bolsonaro ficou hospedado no Forte dos Andradas, onde passou o feriado prolongado de Nossa Senhora Aparecida. Chegando de helicóptero em Miracatu, o presidente participou da cerimônia de entrega de títulos de propriedade rural. |
| 4 | Minas Gerais   | São Roque de Minas          | 18 de outubro de 2021      | O presidente Bolsonaro participou de uma cerimônia relacionada ao lançamento de obras hídricas. |
| 5 | Ceará          | Russas                      | 20 de outubro de 2021      | O presidente Bolsonaro participou de uma cerimônia relacionada ao lançamento do edital de construção do último trecho da transposição das águas do Rio São Francisco. |
| 6 | Paraíba        | São José de Piranhas        | 21 de outubro de 2021      | Desembarcando no Aeroporto de Juazeiro do Norte, o presidente seguiu de helicóptero ao município. Participou da Cerimônia de inauguração da obra do trecho final do Eixo Norte do Projeto de Integração do Rio São Francisco. |
| 6 | Pernambuco     | Sertânia                    | 21 de outubro de 2021      | O presidente Bolsonaro participou da Cerimônia de inauguração do Ramal do Agreste e fez uma visita às instalações de bombeamento (EBVII-1). |
| 7 | Roraima        | Boa Vista                   | 26 de outubro de 2021      | Desembarcando na Base Aérea de Boa Vista, o presidente Bolsonaro fez um sobrevôo pelo Vale do Rio Cotingo, fez uma visita até a operação humanitária aos refugiados venezuelanos no estado. Por fim, participou do culto em comemoração aos 106 anos da Assembleia de Deus. |
| 7 | Amazonas       | Manaus                      | 26 e 27 de outubro de 2021 | Desembarcando no Aeroporto Internacional de Manaus, o presidente Bolsonaro participou de um baile de formação de soldados. No dia seguinte, concedeu uma entrevista à rede Jovem Pan e ao apresentador Sikêra Júnior. Participou também de uma consagração pública de pastores no estado e da assembleia convencional da Assembleia de Deus.                                                                                        |

### Novembro
|   | Estado         | Cidade/Região           | Período                     | Notas |
| - | -------------- | ----------------------- | --------------------------- | --- |
| 1 | Paraná         | Ponta Grossa, Castro    | 5 e 6 de novembro de 2021   | Desembarcando no Aeroporto de Ponta Grossa, o presidente Bolsonaro participou de uma cerimônia de anúncios do Governo Federal ao estado do Paraná. Em Castro, participou de uma outra cerimônia com essa mesma finalidade. No período da noite, jantou com lideranças locais. No dia seguinte, participou do Hasteamento da Bandeira e Formatura Militar de apresentação da Tropa. |
| 2 | São Paulo      | Guaratinguetá           | 26 de novembro de 2021      | Desembarcando no Aeroporto de Guaratinguetá, o presidente Bolsonaro participou da Cerimônia de Conclusão do Curso de Formação de Sargentos da Escola de Especialistas de Aeronáutica. |
| 2 | Rio de Janeiro | Rio de Janeiro, Resende | 26 e 27 de novembro de 2021 | Desembarcando na Base Aérea do Galeão, o presidente Bolsonaro participou da Cerimônia de Formatura do 76º Aniversário da Brigada de Infantaria Paraquedista e da Solenidade do Jubileu da Brigada de Infantaria Paraquedista. Em Resende, o presidente participou da Cerimônia de Entrega de Espada e Declaração de Aspirantes da Turma “Dona Rosa da Fonseca”.                    |
| 2 | São Paulo      | São José dos Campos     | 27 de novembro de 2021      | O presidente Bolsonaro fez uma visita ao Instituto Tecnológico de Aeronáutica (ITA), onde assistiu a Final da Copa Libertadores da América de 2021. Partiu para Brasília no período da noite através do Aeroporto de São José dos Campos. |

### Dezembro
|   | Estado             | Cidade/Região                                                        | Período                     | Notas |
| - | ------------------ | -------------------------------------------------------------------- | --------------------------- | --- |
| 1 | Goiás              | Anápolis                                                             | 1 de dezembro de 2021       | Desembarcando na Base Aérea de Anápolis, o presidente Bolsonaro participou da cerimônia alusiva ao 60º Aniversário de Ativação do Primeiro Grupo de Transporte de Tropa, à Segunda Ordem do Millennium e ao Recebimento da Quinta Aeronave KC-390. |
| 2 | Rio de Janeiro     | Rio de Janeiro                                                       | 2 de dezembro de 2021       | Desembarcando na Base Aérea do Galeão, o presidente Bolsonaro participou da solenidade de Formatura do Curso de Formação e de Graduação de Sargentos da Escola de Sargentos de Logística. |
| 3 | São Paulo          | Pirassununga                                                         | 10 de dezembro de 2021      | Desembarcando no Aeroporto de Pirassununga, o presidente Bolsonaro participou de uma cerimônia militar. |
| 3 | Rio de Janeiro     | Rio de Janeiro                                                       | 10 e 11 de dezembro de 2021 | Desembarcando na Base Aérea do Galeão, o presidente Bolsonaro participou da cerimônia de Declaração de Guardas-Marinha. |
| 4 | Bahia              | Porto Seguro, Itamaraju, Locais atingidos pela chuva no sul da Bahia | 12 de dezembro de 2021      | Desembarcando no Aeroporto de Porto Seguro, o presidente Bolsonaro fez um sobrevoo às áreas atingidas pelas fortes chuvas que atingiram o sul do estado da Bahia que se iniciou no dia 7 de dezembro. |
| 5 | Mato Grosso do Sul | Campo Grande                                                         | 13 de dezembro de 2021      | Viagem extraoficial. Originalmente, o presidente estava programado para pousar no Aeroporto de Bonito e seguir de helicóptero até Carmelo Peralta no Paraguai para participar de uma cerimônia do lançamento do início de obras relacionada ao corredor bioceânico junto com o presidente paraguaio Mario Abdo Benítez. Mas, devido ao mau tempo em Bonito, o avião presidencial não conseguiu pousar por falta de teto, e, portanto, o compromisso foi cancelado e a comitiva brasileira seguiu até a capital sul-mato-grossense pousando no Aeroporto de Campo Grande. O presidente Bolsonaro visitou o Mercadão Municipal de Campo Grande, onde comeu pastel. Cumprimentou apoiadores e também parou em uma Casa Lotérica para realizar uma aposta. |
| 6 | São Paulo          | São Paulo                                                            | 15 de dezembro de 2021      | Desembarcando no Aeroporto de São Paulo-Congonhas, o presidente Bolsonaro participou do Fórum Moderniza Brazil e de um jantar em homenagem ao Governo Brasileiro pela ajuda humanitária ao povo libanês nas explosões no porto de Beirute em 2020. |
| 7 | São Paulo          | Guarujá                                                              | 17 a 22 de dezembro de 2021 | O presidente Bolsonaro ficou hospedado no Forte dos Andradas para tirar dias de descanso antes das festas de fim de ano. |
| 8 | Santa Catarina     | São Francisco do Sul                                                 | 27 a 31 de dezembro de 2021 | Desembarcando no Aeroporto Internacional de Navegantes, o presidente Bolsonaro seguiu de helicóptero até o município de São Francisco do Sul para passar as férias de Ano-Novo. |

## 2022

### Janeiro
|   | Estado         | Cidade/Região               | Período                             | Notas |
| - | -------------- | --------------------------- | ----------------------------------- | --- |
| 1 | Santa Catarina | São Francisco do Sul        | 1 de janeiro a 3 de janeiro de 2022 | Desembarcando no Aeroporto Internacional de Navegantes em 27 de dezembro, o presidente Bolsonaro seguiu de helicóptero em direção ao município de São Francisco do Sul para passar as férias de Ano-Novo. |
| 2 | São Paulo      | São Paulo                   | 3 de janeiro a 5 de janeiro de 2022 | Desembarcando no Aeroporto de São Paulo-Congonhas, o presidente Bolsonaro foi internado às pressas no Hospital Vila Nova Star por uma obstrução intestinal, onde foi colocado uma sonda nasogástrica. |
| 3 | Goiás          | Buriti Alegre               | 5 de janeiro de 2022                | O presidente Bolsonaro assistiu uma partida de futebol beneficente realizada por cantores sertanejos. |
| 4 | Amapá          | Macapá                      | 14 de janeiro de 2022               | Desembarcando no Aeroporto Internacional de Macapá, o presidente Bolsonaro participou da cerimônia de Lançamento do Cabo da Infovia 00 do Programa Norte Conectado, programa de internet mega-fibra para internet de ultravelocidade que vai ligar Macapá a várias cidades por dentro do Rio Amazonas. |
| 5 | São Paulo      | Eldorado                    | 21 de janeiro de 2022               | Viagem extraoficial. O presidente Bolsonaro estava em uma viagem internacional que incluía dois países da América do Sul. Bolsonaro estava em Paramaribo, capital do Suriname no dia 20, quando no dia seguinte seguiria até a Guiana para uma reunião com o seu homólogo Irfaan Ali. Na madrugada do dia 21, o presidente Bolsonaro recebeu a notícia de sua mãe, Olinda Bonturi Bolsonaro, que estava internada em Eldorado, faleceu após sofrer duas paradas cardiorrespiratórias. Devido a esse fato, a viagem até a Guiana foi cancelada. Pela manhã, a comitiva presidencial retornou ao Brasil desembarcando no Aeroporto de São Paulo-Congonhas. Bolsonaro seguiu de helicóptero até o município interiorano, aonde acompanhou o sepultamento de sua mãe. |
| 6 | Rio de Janeiro | Itaboraí, São João da Barra | 31 de janeiro de 2022               | Desembarcando na Base Aérea do Galeão, o presidente Bolsonaro seguiu para o município de Itaboraí e visitou o Complexo Petroquímico do Rio de Janeiro. Em São João da Barra, o presidente participou do lançamento de obras de infraestrutura. |

### Fevereiro
|   | Estado              | Cidade/Região                       | Período                 | Notas |
| - | ------------------- | ----------------------------------- | ----------------------- | --- |
| 1 | São Paulo           | São Paulo                           | 1 de fevereiro de 2022  | O presidente sobrevoou áreas afetadas pela chuva. |
| 2 | Rondônia            | Porto Velho                         | 3 de fereiro de 2022    | Encontrou-se com o presidente do Peru, Pedro Castillo, no Palácio Rio Madeira. |
| 3 | Pernambuco          | Salgueiro                           | 8 de fevereiro de 2022  | Participou da cerimônia de inauguração do Núcleo de Controle Operacional da Transposição do Rio São Francisco. |
| 3 | Ceará               | Jati                                | 8 de fevereiro de 2022  | Participou da cerimônia alusiva ao ato de liberação das águas do Rio São Francisco para o estado do Ceará. |
| 3 | Paraíba             | José de Piranhas                    | 8 de fevereiro de 2022  | Visita técnica ao reservatório Caiçara. |
| 3 | Rio Grande do Norte | Caicó, Jucurutu, Jardim de Piranhas | 9 de fevereiro de 2022  | Visitou a barragem de Oiticica e em uma cerimônia, anunciou novos investimentos para a região. Em Jardim de Piranhas, participou da inauguração da chegada das águas do rio São Francisco ao estado da região Nordeste do Brasil. |
| 4 | Rio de Janeiro      | Petrópolis                          | 18 de fevereiro de 2022 | Sobrevoou áreas atingidas pelas fortes chuvas. Reuniu-se com autoridades locais para solucionar os problemas surgidos. |
| 5 | São Paulo           | São José do Rio Preto, São Paulo    | 24 de fevereiro de 2022 | Inaugurou a travessia urbana de São José do Rio Preto. Em São Paulo, participou da cerimônia de inauguração dos reservatórios do córrego Ipiranga.                                                                                |

### Março
|   | Estado              | Cidade/Região                       | Período             | Notas |
| - | ------------------- | ----------------------------------- | ------------------- | --- |
| 1 | São Paulo           | São José dos Campos                 | 4 de março de 2022  | Participou da cerimônia alusiva ao início do novo contrato da rodovia Presidente Dutra e da rodovia Rio-Santos.                                                                                 |
| 2 | Bahia               | Salvador                            | 16 de março de 2022 | Visitou as instalações do SENAI CIMATEC. Participou da cerimônia de instalação da pedra fundamental da nova unidade de bioimagemdas obras sociais Irmã Dulce.                                   |
| 3 | Acre                | Rio Branco                          | 18 de março de 2022 | Participou da cerimônia de regulamentação fundiária e de assentamento no estado. Reuniu-se com políticos e religiosos locais.                                                                   |
| 4 | Tocantins           | Araguaína, Xambioá e Porto Nacional | 22 de março de 2022 | Realizou uma visita técnica ao aeroporto de Araguaína. Em Xambioá, visitou as obras de uma ponte na cidade. Em Porto Nacional, participou da cerimônia de lançamento do programa DNA do Brasil. |
| 5 | Pernambuco          | Recife                              | 23 de março de 2022 | Marcou presença na cerimônia de lançamento da pedra fundamental da nova escola de sargentos do Exército em Recife.                                                                              |
| 5 | Ceará               | Quixadá                             | 23 de março de 2022 | O presidente participou da cerimônia de lançamento da Força Tarefa das Águas. |
| 6 | Mato Grosso do Sul  | Ponta Porã                          | 29 de março de 2022 | Fez-se presente na cerimônia alusiva à regularização fundiária. |
| 7 | Rio Grande do Norte | Parnamirim                          | 30 de março de 2022 | Participou da cerimônia de inauguração da estação de VLT Cajupiranga. |
| 7 | Piauí               | Baixa Grande do Ribeiro             | 30 de março de 2022 | Participou da cerimônia alusiva ao 5G no agronegócio. |

## Próximas viagens
Abaixo as próximas viagens que poderão ocorrer em breve.
|   | País                | Cidade/Região         | Período                 | Notas |
| - | ------------------- | --------------------- | ----------------------- | --- |
| 1 | Rio Grande do Norte | Jardim de Piranhas    | 9 de fevereiro de 2022  | Desembarcando no Aeroporto de Mossoró, o presidente Bolsonaro participará de uma cerimônia relacionada à transposição do Rio São Francisco, que levará água ao estado através do Rio Piranhas-Açu. |
| 2 | São Paulo           | São José do Rio Preto | 11 de fevereiro de 2022 | Desembarcando no Aeroporto de São José do Rio Preto, o presidente Bolsonaro deverá participar da inauguração da obra de duplicação da BR-153.                                                      |
| 3 | Pernambuco          | A definir             | A definir               | A definir |